# Беггров, Фёдор Иванович
Фёдор Иванович Беггров (Бегров; 1835—1885) — пианист и музыкальный педагог.

## Биография
Фёдор Иванович Бегров родился в 1835 году в семье гравёра Ивана Петровича Беггрова (1793—1877). Дядя, Карл (1799—1875) — литограф и акварелист. Брат, Иван (1828—1888) — инженер-технолог, основатель первого в России завода типографской краски.
Учился в Анненшуле, где почти сразу проявил музыкальные способности и уже в десятилетнем возрасте весьма успешно выступал в концертах.
Дальнейшее усовершенствование игры на фортепиано продолжал у Антона Герке.
В 1855 году Ф. И. Беггров поступил в Лейпцигскую консерваторию, где занимался под руководством Игнаца Мошелеса, Морица Гауптмана, Эрнста Фридриха Эдуарда Рихтера и Ритца.
По возвращении в Санкт-Петербург Фёдор Беггров, по приглашению своего коллеги Антона Григорьевича Рубинштейна, поступил преподавателем игры на фортепиано в Петербургскую консерваторию, в которой проработал до 1879 года. Одновременно, с 1870 года был инспектором музыки в Мариинском институте.
В 1872 году Фёдор Беггров стал одним из основателей Петербургского общества камерной музыки.
Выйдя по состоянию здоровья в отставку, поселился за границей.
Из его учениц наибольшей известностью пользовалась пианистка Полина Бертенсон (Воронец), которая после блестящего окончания курса в Петербургской консерватории неоднократно и с большим успехом давала свои концерты.
Дочь: Ольга Беггрова-Гартман (1862—1922) — художница-жанристка, мастер натюрморта.